# Caja Mediterráneo

Ehemaliges Logo

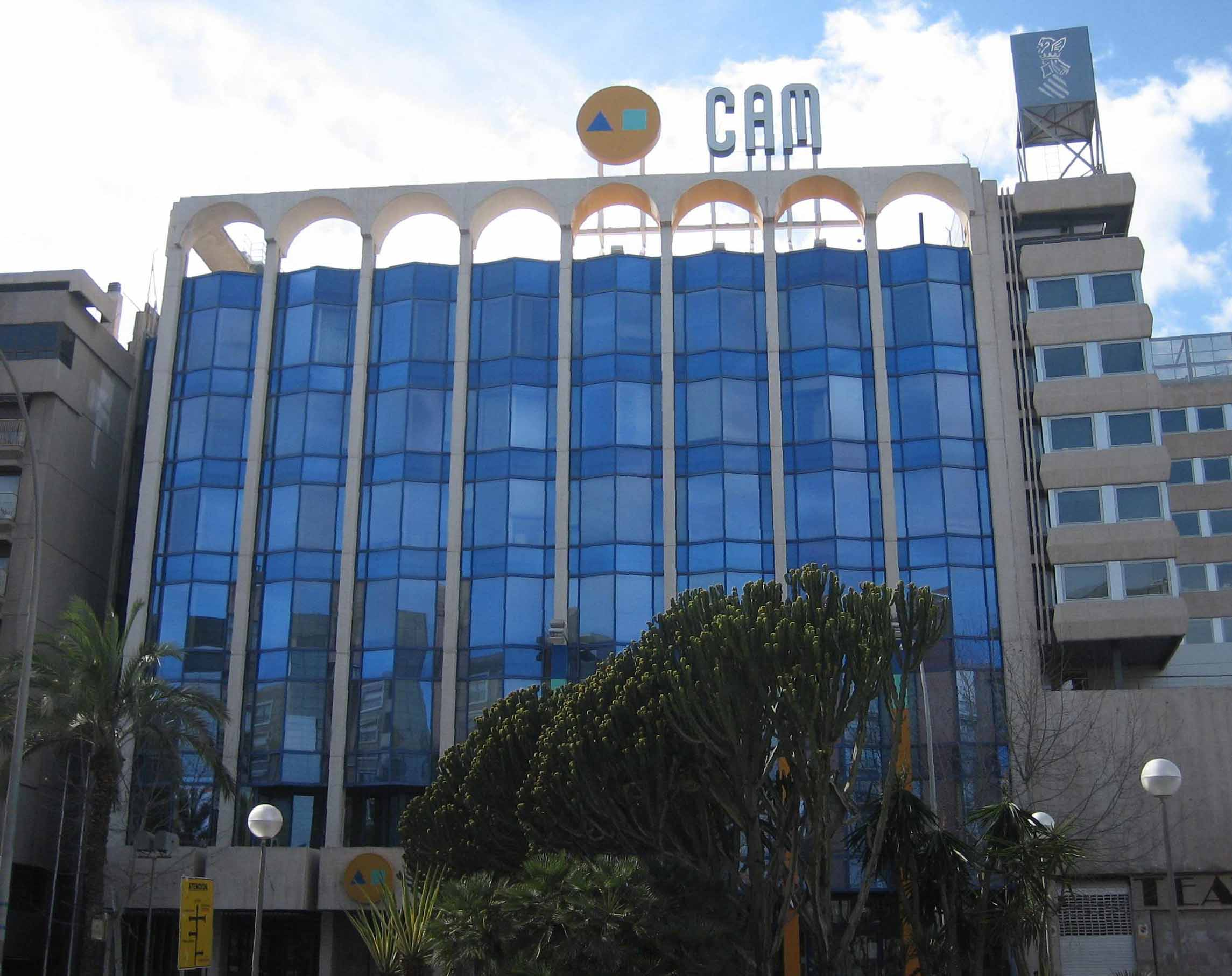
Ehemalige Zentrale der CAM in Alicante

Die Caja Mediterráneo oder Caja de Ahorros del Mediterráneo, kurz CAM genannt, war eine spanische Sparkasse mit Sitz in Alicante an der Costa Blanca. Sie entstand aus der etappenweisen Verschmelzung von 29 Finanzeinrichtungen, deren erste 1875 in Alcoy gegründet wurde. Sie war eine von drei Sparkassen in der Provinz Valencia. Die CAM verfügte über 963 Geschäftsstellen, wovon sich 954 Filialen in Spanien befanden. 7.600 Mitarbeiter betreuten 3,3 Mio. Bankkunden. Im Ausland war die CAM mit 9 Filialen in der Schweiz, der Volksrepublik China, Polen, Großbritannien, Marokko, Mexiko, Kuba, der Dominikanischen Republik und in Miami vertreten.
Die CAM war – wie andere Sparkassen Spaniens auch – durch die Krise am spanischen Immobilienmarkt in eine finanzielle Schieflage geraten. Die CAM hatte für 2011 eine Kreditausfallquote von rund 9,0 Prozent zu verzeichnen.
Am 7. Dezember 2011 wurde die CAM zu einem symbolischen Preis von einem Euro an die Banco Sabadell verkauft. In ihrem ehemaligen Marktgebiet hat die Banc Sabadell den Markennamen SabadellSolbank.

## Aktuelle Krise
Im Mai 2010 wurde die Fusion der CAM mit drei anderen Sparkassen (Cajastur, Caja Cantabria und Caja Extremadura) zur drittgrößten Sparkasse Spaniens vereinbart. Der neue Verbund - mit einer Bilanzsumme von insgesamt 130 Mrd. Euro - sollte von der CAM angeführt werden. Er sollte Banco Base heißen. Die Verhandlungen scheiterten indes im März 2011, wegen Zweifeln an der Solvenz der CAM. Die Vereinbarung zum Zusammenschluss wurde von den anderen Sparkassen aufgekündigt. Die Risiken aus dem starken Engagement der CAM im Immobiliensektor schienen den anderen Sparkassen nicht kalkulierbar. Die CAM hat daraufhin Ende März 2011 eine Staatshilfe in Höhe von 2,8 Mrd. aus dem spanischen Bankenrettungsfonds (sogenannter Frob-Fonds) beantragt. Sie kann die Anforderungen der Banco de España an eine Eigenkapitalquote von mindestens 10 Prozent nicht erfüllen.
Am 22. Juli 2011 übernahm FROB die Kontrolle des Instituts. Nachdem CAM in den ersten neun Monaten des Jahres Verluste in der Höhe von EUR 1,73 Mrd. angehäuft hatte, kam es zu der Übernahme. FROB unterstützte diesen Zusammenschluss mit einer Garantie für bis zu 80 % der Verluste aus dem Immobilienportfolio der CAM. 

## Geschichte
Die Sparkasse erhielt ihren jetzigen Namen 1988. Bis dahin nannte sie sich Caja de Ahorros de Alicante y Murcia, was übersetzt „Sparkasse von Alicante und Murcia“ bedeutet. Danach vereinigte sie sich noch mit der Caja de Ahorros Provincial de Alicante y Valencia (1990) und der 'aja de Ahorros de Torrent (1988).

## Verwaltung
- Präsident: Modesto Crespo Martínez
- Generaldirektorin: Maria Dolores Amorós Marco

## Beteiligungen
| Sektor       | Gesellschaft                  | Beteiligung |
| ------------ | ----------------------------- | ----------- |
| Bank         | Mexiko: Crédito Inmobiliario  | 100 %       |
| Bank         | Marokko: BMCE Bank            | 5 %         |
| Bank         | EBN Banco de Negocios         | 20 %        |
| Bank         | Inversis Banco                | 15,5 %      |
| Bank         | CAMGE                         |             |
| Immobilien   | Mediterranean                 |             |
| Gestión      | Fonomed                       |             |
| Inversión    | Gesamed                       |             |
| Inversión    | Gestimed                      |             |
| Inversión    | Gesfinmed                     |             |
| Versicherung | Mediterráneo Mediación        |             |
| Versicherung | Mediterráneo Vida             |             |
| Versicherung | Mediterráneo Seguros Diversos |             |

## Die CAM im Immobilienboom
Die CAM verdankte dem spanischen Immobilienboom ein rasantes Wachstum. So verdoppelte sie ihr Bilanzvolumen auf 74 Milliarden Euro in 2010 gegenüber 2005. Hierdurch wurde die CAM zur viertgrößten Sparkasse und zum achtgrößten Finanzinstitut Spaniens. Fast ein Viertel des Kreditvolumens der CAM entfiel auf den Immobilien- und Bausektor. Das Platzen der spanischen Immobilienblase traf die CAM besonders hart. Bei den großen Pleiten in der Immobilienbranche wie Martinsa-Fadesa, Polaris World oder Llanera zählte die CAM zu den Geschädigten. Mit Ablauf des Geschäftsjahrs 2010 sollen sich nach der Tageszeitung El Mundo 80 Prozent der Firmen aus dem Bau- und Hotelsektor, an deren Aktivitäten die CAM beteiligt ist, in der Verlustzone befunden haben. Auch unzählige Private konnten ihre Hypothekendarlehen im Zuge der Wirtschaftskrise nicht mehr bedienen. Die Kreditausfallquote der CAM wurde von Fachleuten auf 9 Prozent geschätzt. Die Wirtschaftszeitung "CincoDias" ging davon aus, dass die CAM auf Immobilien im Wert von 3,5 Milliarden Euro saß, die sie verzweifelt loszuwerden versuchte.

## Politische Einflussnahme
Zudem hatte sich der Einfluss der Landespolitik schädigend auf die CAM ausgewirkt. Das Gesetz garantierte der Landes- und Kommunalpolitik eine 33-prozentige Repräsentanz in den Gremien der Sparkassen. Die Besetzung von Vorstandsposten bei den Sparkassen war stets ein Politikum. Infolge der Einflussnahme der Politik investierte die CAM in ruinöse Produkte wie den Themenpark Terra Mítica bei Benidorm oder die Filmstudios Ciudad de la Luz in Alicante.

## Banco Base
Am 24. Mai 2010, erreichte die CAM aufgrund von staatlichen Anweisungen mit den drei Sparkassen Cajastur, Caja de Extremadura und Caja Cantabria eine Übereinkunft für die Gründung eines Sistema Institucional de Protección (SIP) (zu deutsch: Institutionelles Schutzsystem), die im spanischen Bankenwesen als fusión fría (zu deutsch: kalte Fusion) bezeichnet wird.
Die CAM sollte zusammen mit Cajastur, die Hauptanteile dieser neuen Bank mit jeweils 40 % haben, daneben sollte die Caja Extremadura 11 % und die Caja Cantabria 9 % der Anteile halten.
Im Juli 2010 genehmigte der Verwaltungsrat der CAM deren Integration in eine SIP-Bank, der auch die Caja de Ahorros del Mediterráneo, die Caja de Extremadura und die Caja de Ahorros de Santander y Cantabria angehören sollten. Mit dieser Allianz sollte die fünftgrößte spanische Bank überhaupt und die drittgrößte spanische Sparkasse entstehen. Diese neu zu gründende SIP-Bank erhielt Ende Dezember den provisorischen Namen Banco Base.
Am 30. März 2011 stimmten die Vertreter der Sparkassen Cajastur, Caja Extremadura und Caja Cantabria gegen eine Vereinigung mit der CAM zur Banco Base, weil die finanzielle Situation der CAM sich als schlechter herausstellte, als man bis dahin gedacht hatte. Nur die CAM selbst stimmte für eine Vereinigung mit den anderen Sparkassen zur Banco Base. Deshalb musste die CAM inzwischen Staatshilfen von der Banco de España in Höhe von 2,8 Milliarden Euro beantragen, die sie zur Rekapitalisierung benötigte.